# Оттер-Крік (Флорида)
Оттер-Крік (англ. Otter Creek) — місто (англ. town) в США, в окрузі Леві штату Флорида. Населення — 108 осіб (2020).

## Географія
Оттер-Крік розташований за координатами 29°19′28″ пн. ш. 82°46′24″ зх. д. / 29.32444° пн. ш. 82.77333° зх. д. (29.324326, -82.773236).  За даними Бюро перепису населення США в 2010 році місто мало площу 3,75 км², з яких 3,70 км² — суходіл та 0,05 км² — водойми.

## Демографія
Згідно з переписом 2010 року, у місті мешкали 134 особи в 55 домогосподарствах у складі 41 родини. Густота населення становила 36 осіб/км².  Було 77 помешкань (21/км²).
Расовий склад населення:
| - 94,8 % — білих - 3,0 % — чорних або афроамериканців |

До двох чи більше рас належало 2,2 %. Частка іспаномовних становила 2,2 % від усіх жителів.
За віковим діапазоном населення розподілялося таким чином: 17,9 % — особи молодші 18 років, 62,0 % — особи у віці 18—64 років, 20,1 % — особи у віці 65 років та старші. Медіана віку мешканця становила 46,0 року. На 100 осіб жіночої статі у місті припадало 103,0 чоловіків;  на 100 жінок у віці від 18 років та старших — 115,7 чоловіків також старших 18 років.
Середній дохід на одне домашнє господарство  становив 37 432 долари США (медіана — 23 929), а середній дохід на одну сім'ю — 44 848 доларів (медіана — 24 464). За межею бідності перебувало 39,6 % осіб, у тому числі 15,8 % дітей у віці до 18 років та 0,0 % осіб у віці 65 років та старших.
Цивільне працевлаштоване населення становило 56 осіб. Основні галузі зайнятості: науковці, спеціалісти, менеджери — 28,6 %, публічна адміністрація — 17,9 %, роздрібна торгівля — 16,1 %.